# رایدر
رایدر (به آلمانی: Rieder) یک منطقهٔ مسکونی در آلمان است که در بالن‌اشتات واقع شده‌است. رایدر ۱٬۷۸۸ نفر جمعیت دارد.